# Schlachtordnung
Die Schlachtordnung (lateinisch instructura, auch acies; französisch ordre de bataille, englisch order of battle oder battle formation), auch Schlachtenplan genannt, ist eine Bezeichnung für die Aufstellung von militärischen Verbänden.

## Beschreibung
Die Schlachtordnung entstammt der aus antiker Kriegskunst weiterentwickelten Lehre von der räumlichen Gliederung der Truppen und Flotten und ihrer Reserven für Marsch und taktische Gefechtsaufstellung. Die Schlachtordnung bedingt den zeitlichen Ablauf und den Einsatz der zur Verfügung stehenden Mittel hinsichtlich der Gefechtsformation und der Gefechtsführung und entscheidet langfristig über den Ausgang des Geschehens durch sich zunehmend entfaltende Aufstellungsvorteile. Insofern ist die Ausgangsposition eines Schachspiels mit der Schlachtordnung zu vergleichen.
Bei schlechter gegnerischer Schlachtordnung kann eine gute eigene Schlachtordnung bis zu einem gewissen Grade einen Nachteil an Kontingenten ausgleichen.
Klassische Beispiele sind die Schiefe Schlachtordnung der Schlacht bei Leuktra und der Schlacht von Leuthen sowie die Schlachtordnung der Kesselschlacht von Cannae, oder Napoleons mehrgliedrige Marschordnung seiner Hauptkontingente zur Schlacht bei Jena und Auerstädt, die nach allen Richtungen eine Flankenumfassung des Gegners erlaubte.
Eine reiche Quelle für die grafische Darstellung der Militärgeschichte der Schlachtordnung sind die Geschichtskarten.
Im französischen wird mit „ordre de bataille“ auch die Gliederung der an der Schlacht beteiligten Truppen bezeichnet (→ Liste der französischen Truppen in der Völkerschlacht bei Leipzig).

### Beispiele für Schlachtordnungen
- Rekonstruktion der Schlachtordnungen von Cannae, Geschichtsatlas nach 1905
- Schlachtordnungen des Siebenjährigen Krieges
- Schlachtordnungen der Zeit Napoleons
- OOB diverser Armeen 1914
- OOB der NATO, 1989
- OOB der WVO, 1989 (Memento vom 7. Dezember 2013 im Internet Archive)